# Morimus lethalis
Morimus lethalis es una especie de escarabajo longicornio perteneciente al género Morimus, categorizada en la tribu Lamiini, de la subfamilia Lamiinae. Fue descrito por Thomson en 1857.

## Descripción
Mide 20-26 mm de longitud.

## Distribución
Se distribuye por Asia: en China, India, Tailandia y Vietnam.